# Degussa

Логотип компании Degussa

Дегусса (нем. Degussa AG, Degussa) — несуществующая ныне немецкая корпорация, один из мировых лидеров по производству продуктов специальной химии, в первую очередь — перекиси водорода и кормовой аминокислоты — DL-метионина.

## Описание
В 2005 финансовом году оборот компании составил 11,8 миллиардов евро, прибыль до налогообложения — 940 миллионов евро, число сотрудников — 43 600. По комплексу показателей Degussa считается третьим по величине химическим концерном Германии.
Корпорация претерпела несколько реорганизаций, с 2006 года входила в концерн RAG (нем.). С 12 сентября 2007 года в результате реорганизации RAG корпорация Дегусса вошла в состав группы компаний Evonik Industries, получив новое наименование: «Evonik’s Chemicals Business Area». Численность работников в 2007 году примерно 36 000 человек.

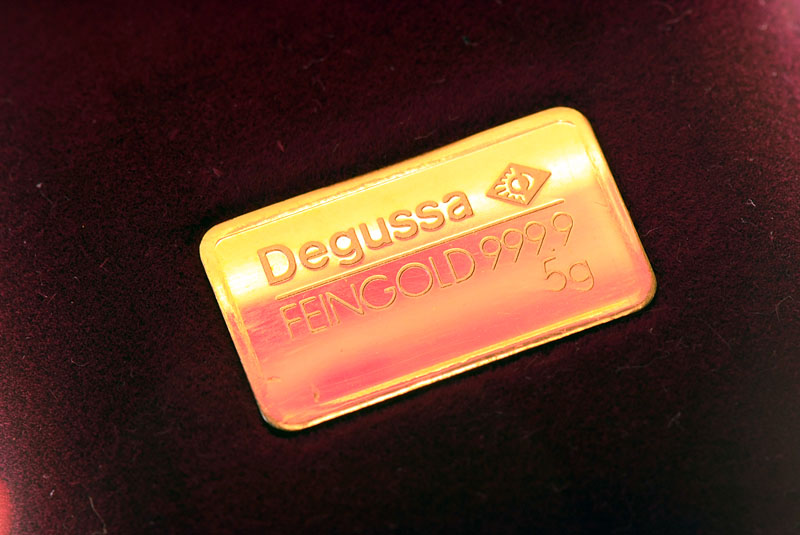
Золотой слиток (5 г) с клеймом

Штаб-квартира корпорации расположена в Эссене.
Корпорация ведёт широкие исследовательские работы в области нанотехнологий. Для ускорения передачи научных достижений в производство в 2004 году было создано подразделение Creavis Technologies & Innovation.
Отделение фирмы «Degussa» «Degesch» (нем. Deutschen Gesellschaft für Schädlingsbekämpfung mbH — немецкое общество по борьбе с вредителями) во время Второй мировой войны производило отравляющее вещество «Циклон Б», применявшееся во время казней в газовых камерах.
Ведущим учёным компании был Отто Либкнехт.
В 1936—1939 и 1946—1963 годах менеджером Degussa (в 1925—1936 — менеджером Degesch) был Генрих Штиге, участник убийства Карла Либкнехта и Розы Люксембург.

## Ресурсы в Интернет
- Официальная веб-страница Degussa AG
- Официальная веб-страница Degussa AG Россия